# Hermanus Brockmann
Hermanus Gerardus (Herman) Brockmann (* 14. Juni 1871 in Amsterdam; † 18. Januar 1936 in Den Haag) war ein niederländischer Ruderer. Er nahm 1900 an den Olympischen Spielen in Paris teil und gewann je eine Gold-, Silber- und Bronze-Medaille.

## Leben
Brockmann, der Mitglied des Amsterdamer Studentischen Rudervereins ASR Nereus war, nahm 1900 an den Olympischen Spielen in Paris teil. Als Steuermann gab es drei verschiedene Wettkampfdisziplinen: Zweier mit Steuermann, Vierer mit Steuermann und Achter mit Steuermann.
In den Zweier-Wettkämpfen mit Steuermann war er der Steuermann von François Brandt und Roelof Klein. Dieses Team gewann die Goldmedaille, aber im Finale wurde Brockmann wegen seines Gewichts durch einen unbekannten französischen (zwischen 7 und 12-jährigen) Jungen ersetzt, welcher als jüngster Teilnehmer der Olympischen Spiele gilt. Darum wurde die Leistung nicht den Niederlanden zugeschrieben, sondern unter den gemischten Teams platziert. Da Brockmann im Halbfinale dabei war, sieht das IOC ihn dabei als Goldmedaillengewinner.

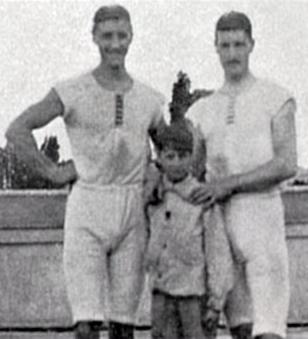
François Brandt, Roelof Klein (Zweier+) mit unbekanntem französischen Jungen (Sommer-Olympiade 1900)

Der Vierer mit Steuermann war ein umstrittener Wettkampf, in dem das niederländische Team in einer Zeit von 7 Minuten und 3 Sekunden den zweiten Platz belegte. Entgegen dem Reglement setzte die französische Jury durch, dass zwei nichtqualifizierte französische Boote mit in das Finale kamen. Aus Protest gegen diesen Beschluss nahmen deutsche, belgische und niederländische Boote nicht mehr teil. Als Reaktion auf den Druck durch die internationalen Mitglieder entschied die französische Jury, ein zweites Finale durchzuführen.
Der Achter (mit Steuermann) gewann in Paris eine Bronzemedaille. In der ersten Serie gewann das niederländische Team den Wettbewerb überzeugend und qualifizierte sich für das Finale. Im Finale belegten sie mit einer Zeit von 6 Minuten und 23 Sekunden den dritten Platz. Trainer/Coach Dr. Meurer war der Meinung, dass dies auf das hohe Gewicht des Steuermanns (60 kg) des niederländischen Bootes zurückzuführen sei, die Boote des französischen Teams hatten leichtere Kinder als Steuermann im Team, da die Regeln für Steuerleute nicht eindeutig waren.
Brockmann wurde auf dem Friedhof Oud Eik en Duinen in Den Haag beigesetzt.